# Британски нови талас
Британски нови талас (енг. The British New Wave) је стил филмова објављених у Великој Британији између 1959. и 1963. године. 
Ознака је превод Nouvelle Vague, француског израза који је први пут примењен на филмове Франсоа Трифоа и Жан-Лика Годара између осталих.

## Стилске карактеристике
Британски нови талас карактеришу многе исте стилске и тематске конвенције као и француски нови талас. Обично црно-бели, ови филмови су имали спонтани квалитет, често снимани у псеудо-документарном (или cinéma vérité) стилу на стварним локацијама и са стварним људима, а не са статистима, очигледно хватајући живот какав се дешава.
Постоји значајно преклапање између Новог таласа и љутих младића, оних уметника из британског позоришта и филма као што су драматург Џон Озборн и редитељ Тони Ричардсон, који су довели у питање друштвени статус кво. Њихов рад је скренуо пажњу на реалност живота радничке класе, посебно на северу Енглеске, која је често окарактерисана као „На северу је мрачно“. Ова посебна врста драме, усредсређена на класу и ситнице свакодневног живота, такође је била позната као реализам кухињског судопера.

## Утицајни филмови
- Room at the Top (1959)
- Look Back in Anger (1959)
- The Entertainer (1960)
- Saturday Night and Sunday Morning (1960)
- A Taste of Honey (1961)
- A Kind of Loving (1962)
- The Loneliness of the Long Distance Runner (1962)
- The L-Shaped Room (1962)
- This Sporting Life (1963)
- Billy Liar (1963)